# Morimoto Yuichi
Yuichi Morimoto (sinh ngày 26 tháng 1 năm 1987) là một cầu thủ bóng đá người Nhật Bản.

## Sự nghiệp câu lạc bộ
Yuichi Morimoto đã từng chơi cho Fagiano Okayama.